# Johannes Lohse
Johannes Lohse, nemški general in vojaški zdravnik, * 24. junij 1886, † 4. julij 1967.

## Življenjepis
Leta 1907 je vstopil v vojaško službo. 
Med drugo svetovno vojno je bil korpusni zdravnik 4. armadnega korpusa (1938–39), v zaledju 20. armadnega korpusa (1939–40), glavni medicinski častnik pri Načelniku nemške vojaške misije in generalnemu predstavniku nemških oboroženih sil na Slovaškem (1940–42), nakar se je vrnil v zaledje 4. korpusa (1942–45).
Leta 1947 je bil izpuščen iz vojnega ujetništva.